# Han Fu
Han Fu (韓馥, Hán Fù) (* 141; † 191) war ein Verwalter während der Östlichen Han-Dynastie im alten China. Als der Aufstand der Gelben Turbane 184 ausbrach, war er Gouverneur von Jizhou.
In der historischen Novelle Die Geschichte der Drei Reiche von Luo Guanzhong beteiligt sich Han Fu an der Koalition gegen Dong Zhuo. Nach dem Bruch der Koalition kehrt er nach Jizhou zurück. Der Warlord Yuan Shao vereinbarte mit Gongsun Zan einen Geheimvertrag über die Aufteilung von Jizhou im Kriegsfall, aber Yuan Shao nahm Jizhou schließlich für sich selbst ein, und Han Fu ging zu Zhang Miao. Als er aber hörte, dass dessen Boten sich mit denen Yuan Shaos getroffen hatten, nahm er sich das Leben.
| Personendaten    | Personendaten                                               |
| ---------------- | ----------------------------------------------------------- |
| NAME             | Han, Fu                                                     |
| KURZBESCHREIBUNG | Verwalter während der Östlichen Han-Dynastie im alten China |
| GEBURTSDATUM     | 141                                                         |
| STERBEDATUM      | 191                                                         |